# Мужская сборная Аргентины по гандболу
Мужская сборная Аргентины по гандболу (исп. Selección de balonmano de Argentina) — национальная команда Аргентины, одна из ведущих сборных Южной Америки. 
Команда дважды принимала участие в Олимпийских играх (2012 и 2016, также отобралась на ОИ 2020, перенесённые из-за пандемии COVID-19). 13 раз участвовала  в чемпионатах мира (наивысшее достижение —  12-е место на турнирах 2011 и 2015 годов). Дважды аргентинцы побеждали в гандбольных соревнованиях Панамериканских игр, 7 — в чемпионатах Южной и Центральной Америки.
С марта 2017 года главным тренером команды является испанец Маноло Каденас, сменивший на этом посту Эдуардо Гальярдо. В сентябре 2021 года Гильермо Милано стал преемником Маноло Каденаса: ранее он входил в штаб ассистентов Каденаса, а также предыдущего главного тренера Эдуардо Гальярдо. 